# Escudo de Forlì
El escudo de Forlì es el emblema representativo del municipio de  la ciudad italiana de Forlì.

## Características
El blasón está constituido por un escudo de fondo dorado en cuyo centro se encuentra un águila suaba de la dinastía Hohenstaufen, de color negro. La cabeza del águila está ceñida con una corona y entre las garras estrecha dos escudos ovales. El izquierdo representa una cruz de plata sobre fondo rojo y en el derecho, de color plateado, en una banda que lo rodea está escrito Libertas en letras mayúsculas negras. El blasón está rodeado por una rama de olivo y una de roble.

## Blasonamiento

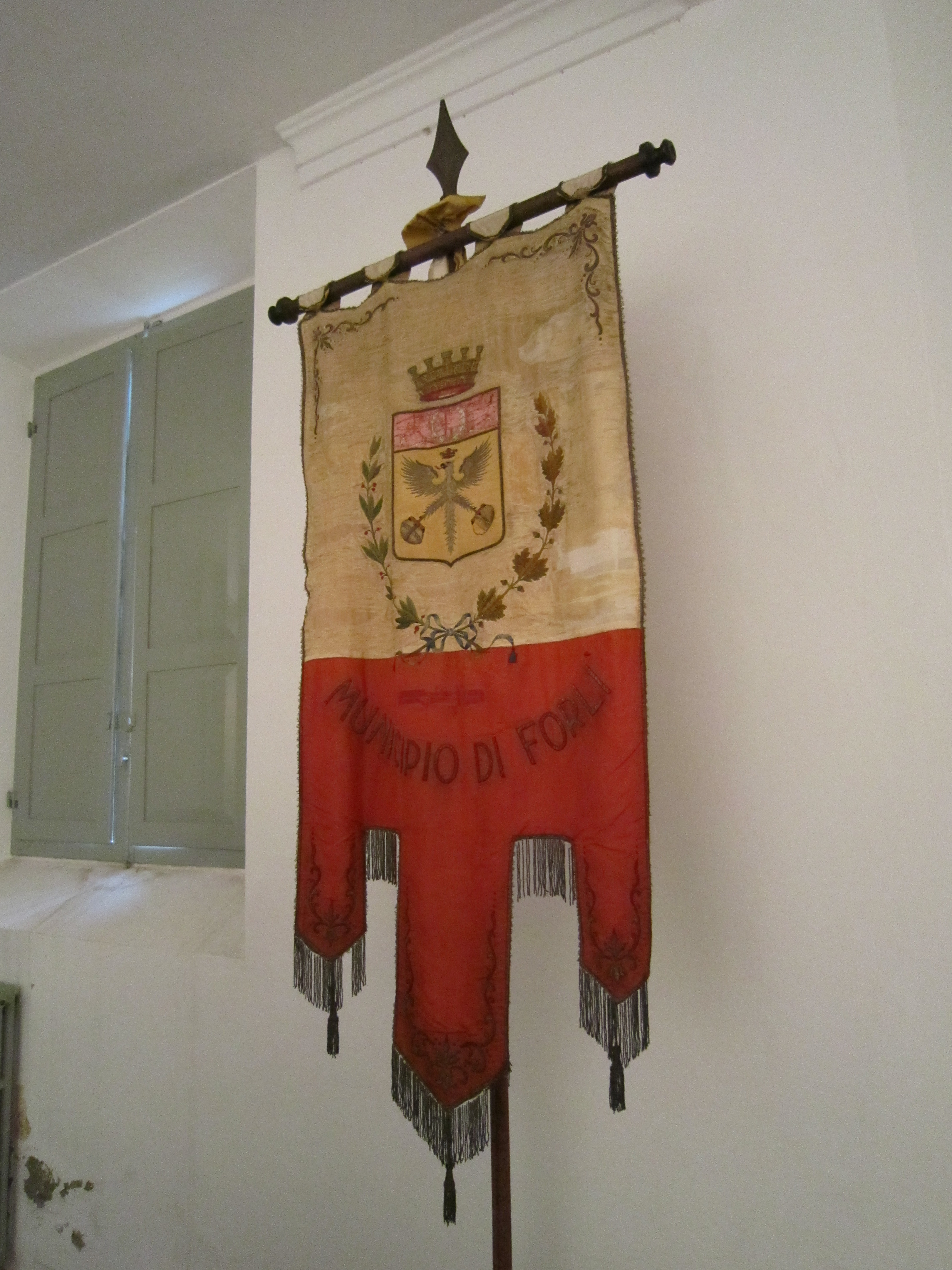
Antiguo estandarte del periodo fascista con el escudo de la ciudad.

El blasonamiento del escudo, reconocido con el decreto del Jefe del gobierno del 15 de mayo de 1931, es el siguiente:

d'oro, all'aquila spiegata di nero, coronata e membrata del campo, tenente nell'artiglio destro uno scudetto ovale posto in banda di rosso alla croce d'argento, e in quello sinistro uno scudetto pure ovale posto in sbarra d'argento alla fascia dello stesso, bordata e caricata del motto Libertas, il tutto di nero. Ornamenti esteriori da città.

El estandarte, con al centro el blasón de la ciudad, está dividido en dos mitades: la superior blanca, la inferior roja, y se engalana con la medalla de plata al valor militar.

## Historia
La explicación más difundida es que el blasón es la evolución de otros escudos que durante la historia de la ciudad se han alternado y al final se han reunido en uno único que los sintetiza.
La ciudad, tradicionalmente considerada de fundación romana, habría estado originalmente representada por un escudo rojo, color que los Romanos concedían a las ciudades de nueva fundación; luego, en el 889, cuando Forlì se erigió por primera vez como república (la última fue, durante un breve periodo, en 1405), se reafirmó el nuevo estatus dotándose de un escudo blanco con el lema Libertas.
Para celebrar la participación en 1096 de la ciudad a la primera cruzada parece que se creó un nuevo blasón, constituido por una cruz color plata sobre fondo rojo.
Después Forlì, que en el medioevo fue ferozmente ghibellina y más veces entró en conflicto con las ciudades más cercanas de orientación guelfa, obtuvo una clamorosa victoria en 1241 sobre la cercana Faenza, precisamente ciudad guelfa, en virtud de la cual el emperador Federico II concedió varios privilegios, entre los cuales por ejemplo la facultad de acuñar moneda, y tenía además como blasón ciudadano el águila imperial.
El blasón por lo tanto reúne en una única figura los antiguos emblemas ciudadanos, y en tal versión ha llegado a nuestros días, salvo pequeñas diferencias estilísticas debidas a las modas de las diversas épocas.
Esta explicación se daba el 20 de junio de 1851 al Comisario pontificio extraordinario que, en ocasión del reconocimiento de Papa Pio IX, requirió a los comunes de los consulados de Bolonia, Ferrara, Rávena y Forlì las descripciones y las noticias históricas sobre los blasones de las ciudades. El blasón comunicado es diferente del actual por la presencia de las llaves entrecruzadas, del estandarte de la Iglesia y por llevar escrito libertas en verde. En realidad la explicación comunicada se basa en elementos legendarios, cuáles el escudo beremillón concedido por los romanos, o anacronísticos, como la concesión del blasón por parte de Federico II en una época en la cual no era usada esta práctica.
Históricamente el símbolo más antiguo usado por la ciudad fue una cruz blanca sobre fondo rojo, usada como bandera de la milicia ya en el siglo XIII, en el mismo periodo (o poco después) entró en uso el «nigrae vexillum aquilae» (pero esta última información no es segura) que en 1455 venía todavía representado en un escudo separado, por último apareció el lema libertas, distintivo de la parte guelfa. La primera representación que reúne los tres símbolos en un solo emblema es de 1572, aunque todavía en 1605 Giacomo Fontana en la obra Insegne di varii prencipi et case illustri d'Italia e altre provincie (insignias de varios principato e casas ilustres y otras provincias) escribe la arma de Forlì como una cruz blanca sobre campo vermiglio.
Históricamente el símbolo más antiguo usado por la ciudad fue una cruz blanca sobre fondo rojo, usada como bandera de la milicia ya en el siglo XIII, en el mismo periodo (o poco después) entró en uso el «nigrae vexillum aquilae» (pero esta última información no es segura) que en 1455 venía todavía representado en un escudo separado, por último apareció el lema libertas, distintivo de la parte guelfa. La primera representación que reúne los tres símbolos en un solo emblema es de 1572, aunque todavía en 1605 Giacomo Fontana en la obra Insegne di varii prencipi et case illustri d'Italia e altre provincie escribe el escudo de armas de Forlì como una cruz blanca sobre campo bermellón.

## Galería de imágenes

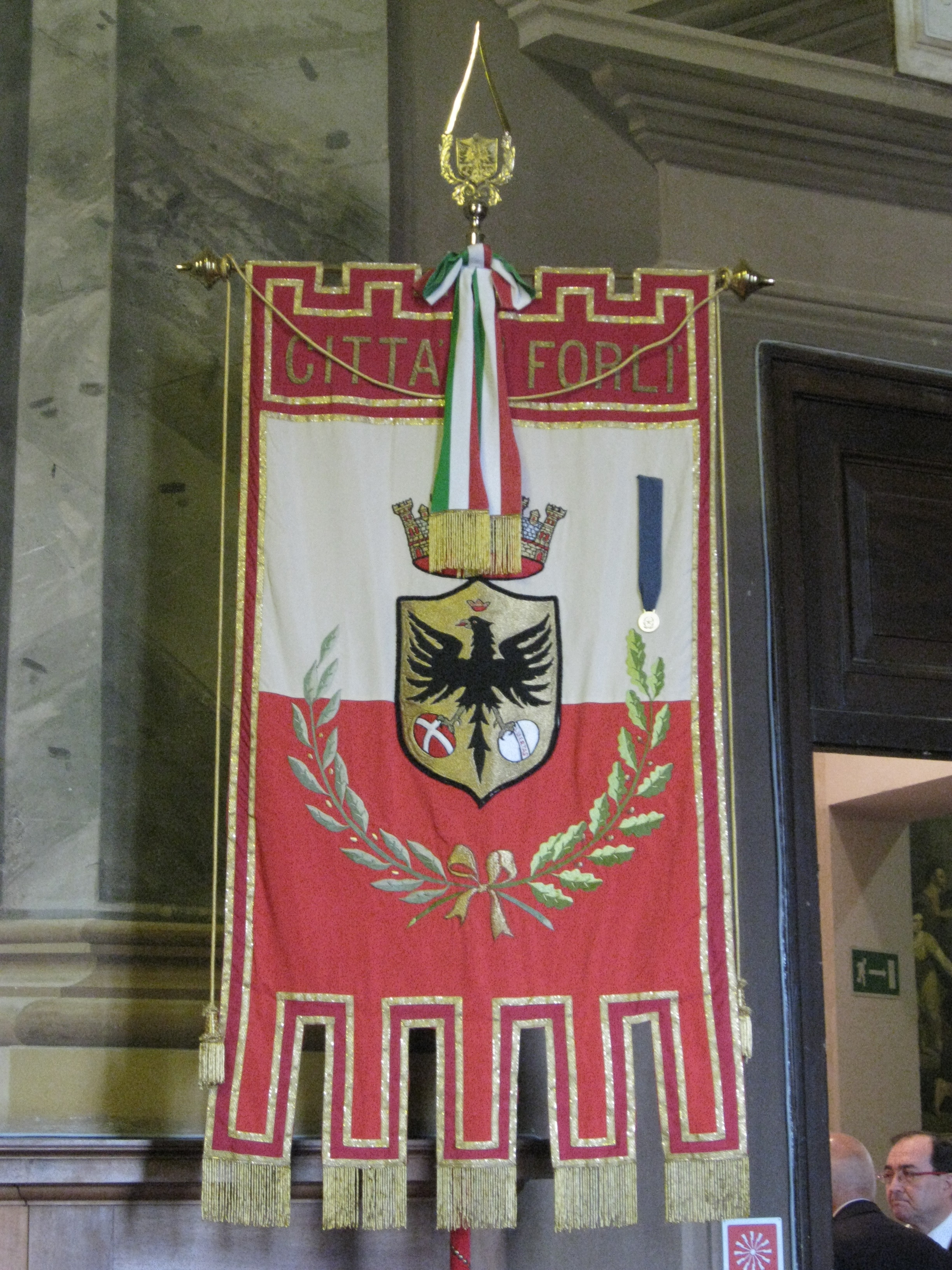
Foto del estandarte
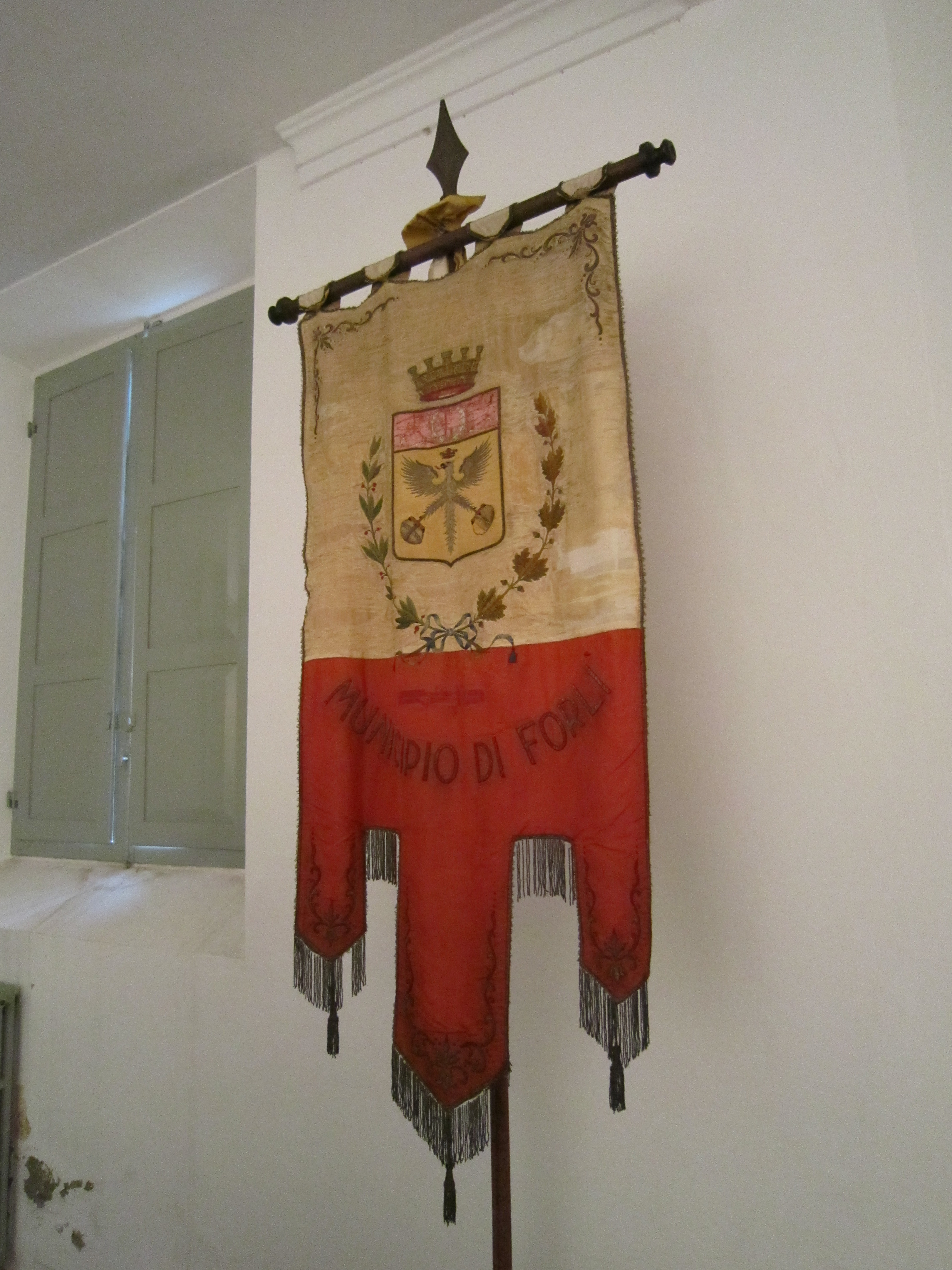
Estandarte del periodo fascista, el blasón leva el jefe de los Lictores
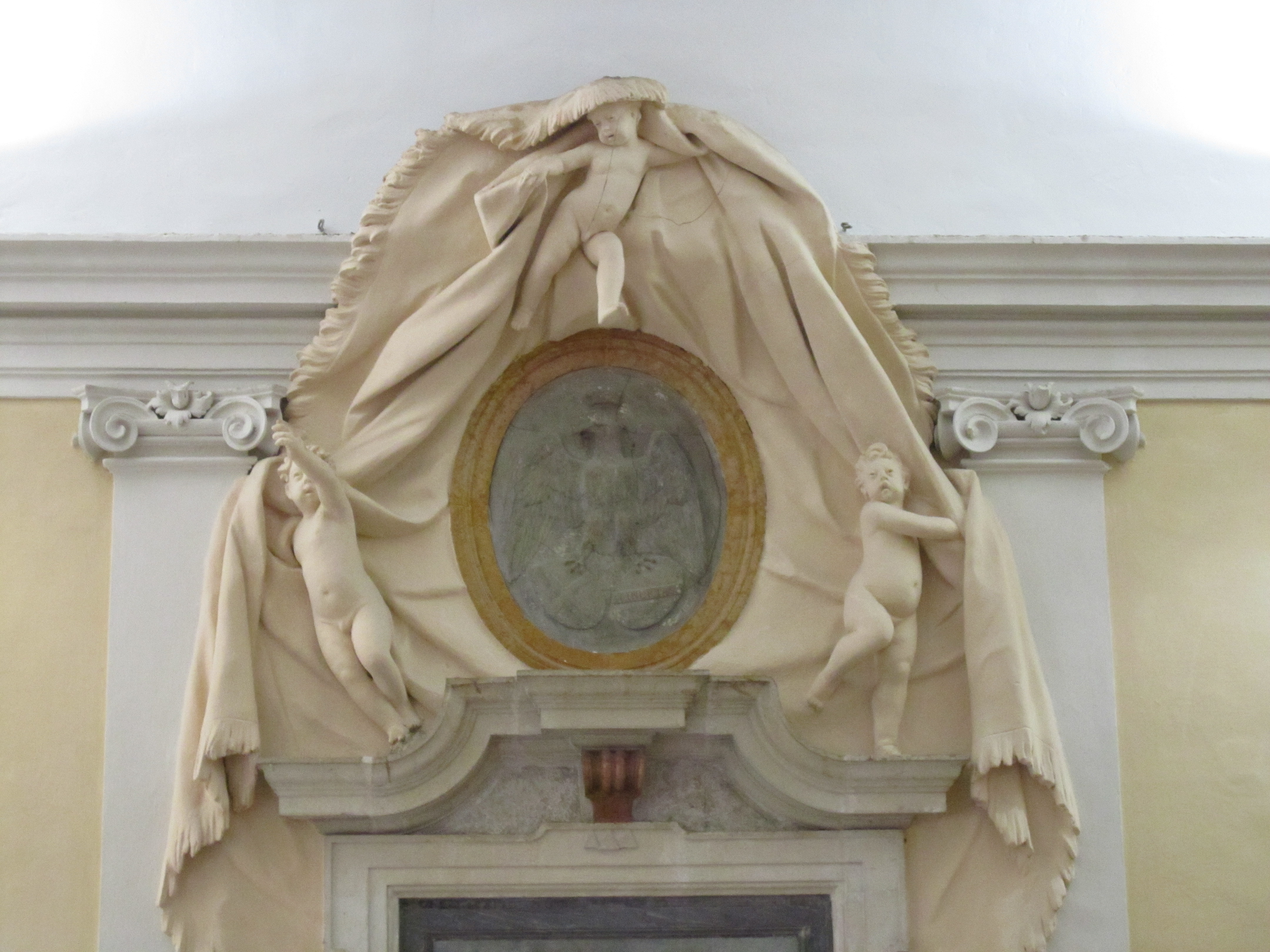
Blasón en el edificio del Ayuntamiento
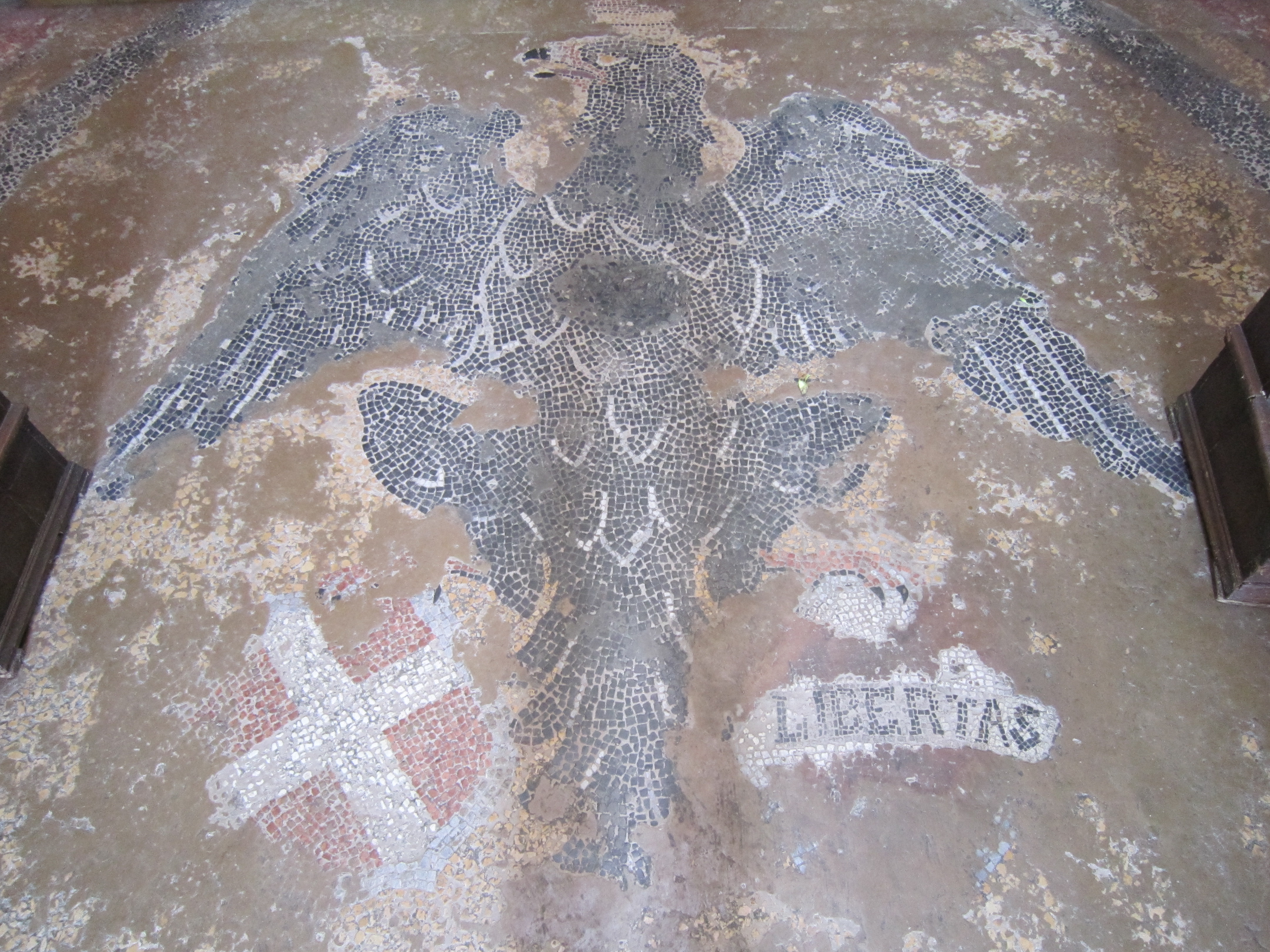
El blasón al principio del 1800
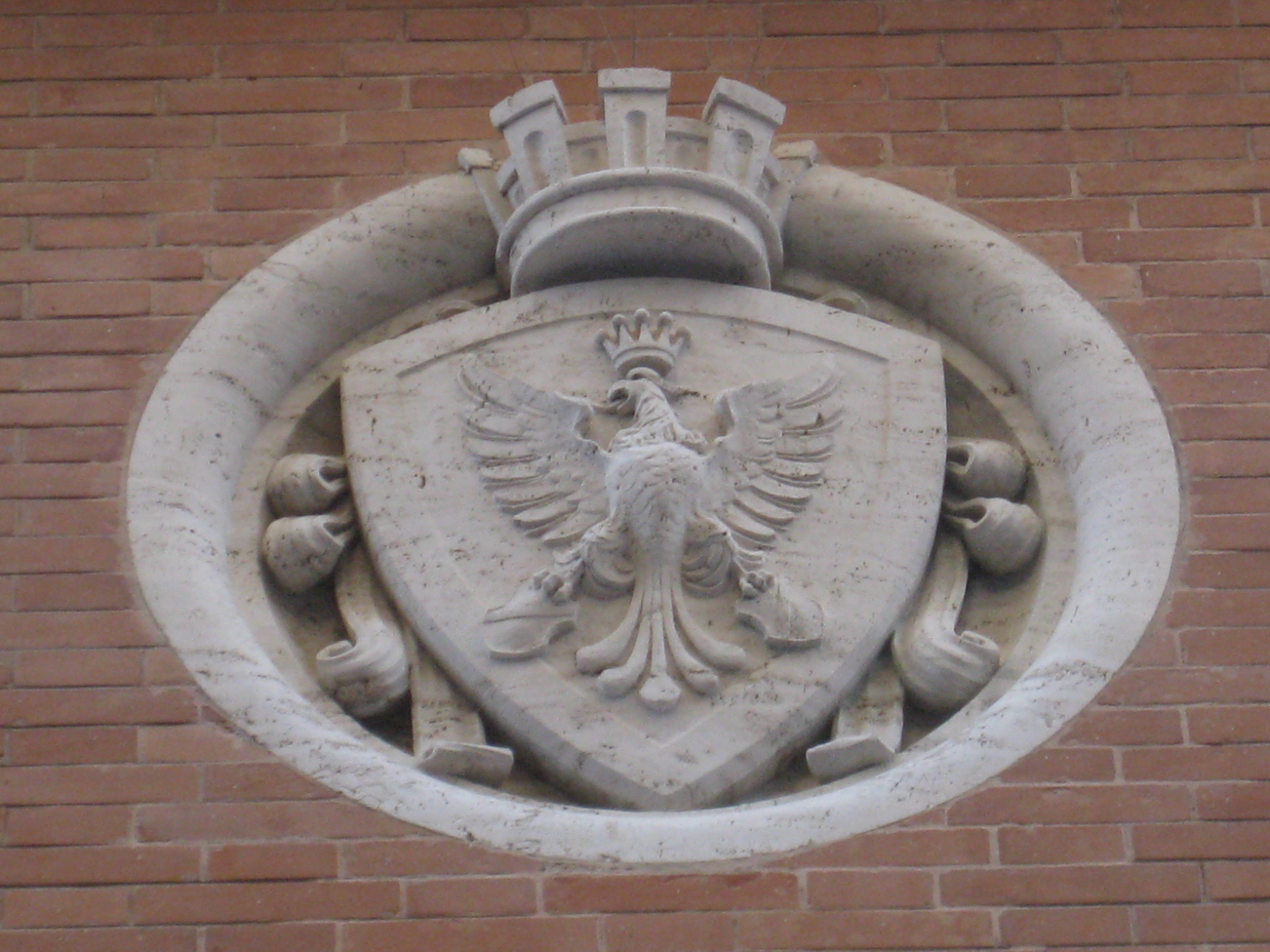
El blasón en el edificio de correos